# Casa Ramon Tomàs
La Casa Ramon Tomàs és una obra de Vilanova i la Geltrú (Garraf) protegida com a Bé Cultural d'Interès Local.

## Descripció
Es tracta d'un habitatge unifamiliar entre mitgeres amb pati posterior que va de carrer a carrer.
L'immoble és de planta rectangular compost de planta baixa i dos pisos sota coberta plana de la qual sobresurt la caixa d'escala central. Consta de tres crugies amb l'escala central adossada a una mitgera. A la part posterior hi ha un porxo.
Les parets de càrrega són de totxo. El forjats és de bigues de fusta i revoltó ceràmic. El terrat és a la catalana.
La façana principal es compon segons tres eixos verticals. La planta baixa presenta portal i finestrals laterals tots d'arc rebaixat. El primer pis té un balcó corregut de tres portals amb llinda i de llosa amb mènsules. El segon pis té tres balcons de portal amb llinda de menys amplada i volada que el balcó corregut.
El coronament està format per una cornisa i barana de terrat de balustres plans.